# باشگاه اورینتال لیسبون
باشگاه اورینتال لیسبون (به پرتغالی: Clube Oriental de Lisboa) یک باشگاه فوتبال پرتغالی مستقر در لیسبون است. این باشگاه که در سال ۱۹۴۶ تأسیس شد، و بازی‌های خانگی خود را در ورزشگاه مهندس کارلوس سالما با ظرفیت ۸٬۵۰۰ نفر برگزار می‌کند.

## تاریخچه
در ژانویه ۱۹۳۶، روی دِ سیشاش (به پرتغالی: Rui de Seixas)، رئیس وقت باشگاه فوتبال چلاس، ابتدا ایده ایجاد یک باشگاه واحد که نماینده کل بخش شرقی شهر لیسبون باشد را مطرح کرد، اما به دلیل این ایده به شدت مورد انتقاد قرار گرفت و تقریباً بلافاصله از این ایده صرف نظر کرد.
در آوریل ۱۹۴۶، در یک کافی‌شاپ، ایده ادغام برای اولین بار توسط ژوزه مارکس دِ اولیویرا (به پرتغالی: José Marques de Oliveira)، نایب رئیس وقت باشگاه فوتبال چلاس، به روزنامه‌نگار آرتور اینش (به پرتغالی: Arthur Ines) مطرح شد. در ژوئیه ۱۹۴۶، ادغام به رأی گذاشته شد و هیئت مدیره سه باشگاه: فسفوروس (به پرتغالی: Grupo Desportivo Os Fósforos)، مارویلنسه (به پرتغالی: Marvilense Futebol Clube) و چلاس (به پرتغالی: Chelas Futebol Clube)، با اکثریت ۹۰٪ آرا این پروژه را تصویب کردند و چند روز بعد، این باشگاه رسماً با ادغام این سه باشگاه تأسیس شد. رنگ‌های باشگاه (پیراهن قرمز، شورت سفید و جوراب در هر دو رنگ) نیز به‌طور رسمی در اساسنامه تعریف شدند، همچنین نماد باشگاه که ترکیبی از نمادهای قدیمی سه باشگاه است، نیز به‌طور رسمی در اساسنامه تعریف شد.
اولین بازی باشگاه در ۱۵ سپتامبر ۱۹۴۶ مقابل قهرمان منطقه، باشگاه فوتبال بلننسس، بود که با نتیجه ۲–۱ شکست خورد. اولین فصل باشگاه، فصل ۴۷–۱۹۴۶ بود که در جدول لیگ دسته دوم در رتبه هفتم قرار گرفت و همچنین یک پیروزی عجیب ۶–۱ مقابل پورتو را نیز به دست آورد. در فصل ۵۰–۱۹۴۹، اورینتال عنوان قهرمانی را در دسته دوم پرتغال کسب کرد و مستقیماً به بالاترین سطح فوتبال پرتغال صعود کرد. فصل بعد، اورینتال در لیگ دسته اول در رتبه پنجم قرار گرفت که بالاترین رتبه و بهترین عملکرد باشگاه تا به امروز است. در بقیه دهه ۱۹۵۰، اورینتال بین دسته‌های اول و دوم در نوسان بود، اما چندین بار، مانند سال‌های ۱۹۵۳ و ۱۹۵۶، عنوان قهرمانی دسته دوم را کسب کرد. در سال ۱۹۵۷، اورینتال دوباره سقوط کرد و مجبور شد به مدت شانزده سال در لیگ دسته دوم بماند تا اینکه در سال ۱۹۷۳ دوباره به دسته اول صعود کرد. دو سال بعد، این باشگاه دوباره سقوط کرد و در سال ۱۹۷۷، یک جایگاه در ورزشگاه کارلوس سالما فرو ریخت که عامل کلیدی سقوط باشگاه به لیگ دسته سوم برای اولین بار در تاریخ آنها محسوب می‌شد.
در سال ۲۰۰۱، این باشگاه به لیگ دسته چهارم سقوط کرد، اما در اولین تلاش به لیگ دسته سوم بازگشت. این باشگاه دهه بعدی را بین دسته‌های چهارم و سوم گذراند. اورینتال در سال ۲۰۱۳ یکی از بنیانگذاران لیگ جدید کامپیوناتو ناسیونال شد و در پایان فصل، آنها در گروه صعود خود مقام اول را کسب کردند و برای اولین بار از سال ۱۹۸۹، به دسته دوم پرتغال بازگشتند، زمانی که این دسته پس از سال‌ها منطقه‌ای بودن، یکپارچه شد.